# Živi pesek
Živi pesek, znan tudi kot toneči pesek, je koloid, sestavljen iz drobnega zrnatega materiala (kot je pesek, mulj ali glina) in vode. Nastane v nasičenem sipkem pesku, ko se pesek nenadoma strese. Ko voda v pesku ne more uiti, ustvari utekočinjeno zemljo, ki izgubi trdnost in ne prenese teže. Živi pesek lahko nastane v stoječi vodi ali v vodi, ki teče navzgor (kot iz arteškega izvira). V primeru vode, ki teče navzgor, sile nasprotujejo gravitacijski sili in suspendirajo delce zemlje.
Nasičena usedlina je lahko videti precej trdna, dokler nenadna sprememba tlaka ali udarec ne sproži utekočinjenja. To povzroči, da pesek tvori suspenzijo in izgubi trdnost. Oblazinjenje vode daje živemu pesku in drugim utekočinjenim sedimentom gobasto teksturo, podobno tekočini. Predmeti v utekočinjenem pesku se potopijo do nivoja, pri katerem je teža predmeta enaka teži izpodrinjene mešanice zemlje/vode, potopljeni predmet pa lebdi zaradi svojega vzgona.
Do utekočinjanja tal lahko pride v delno nasičenih tleh, ko jih strese potres ali podobne sile. Gibanje v kombinaciji s povečanjem pornega tlaka (podzemne vode) povzroči izgubo kohezije delcev, zaradi česar se stavbe ali drugi predmeti na tej površini pogreznejo.

## Lastnosti
Živi pesek je nenewtonska tekočina, ki se redči zaradi striga: ko je nemoteno, se pogosto zdi, da je trdno (gel oblika), vendar bo manj kot 1-odstotna sprememba napetosti na živem pesku povzročila nenadno zmanjšanje njegove viskoznosti (sol oblika). Po začetni motnji - kot je oseba, ki poskuša hoditi po njem - se voda in pesek v živem pesku ločita in nastane gosto območje peščene usedline; zdi se, da se viskoznost živega peska nenadoma zmanjša zaradi tvorbe teh območij z visokim volumskim deležem. Nekdo, ki stopi nanj, se bo začel potapljati. Za premikanje znotraj živega peska mora oseba ali predmet izvajati zadosten pritisk na stisnjen pesek, da ponovno vnese dovolj vode, da se utekočini. Sile, potrebne za to, so precej velike: za odstranitev noge iz živega peska s hitrostjo 1 cm/s bi bila potrebna enaka količina sile, kot je potrebna za dvig avtomobila.
Zaradi večje gostote tekočine je nemogoče, da bi človek v celoti potonil v živi pesek. Živi pesek ima gostoto približno 2 grama na kubični centimeter, medtem ko je gostota človeškega telesa le približno 1 gram na kubični centimeter. Pri tej stopnji gostote je pogrezanje čez približno višino pasu v živem pesku nemogoče. Celo predmeti z večjo gostoto kot živi pesek bodo lebdeli na njem, če miruje. Aluminij, na primer, ima gostoto približno 2,7 grama na kubični centimeter, vendar bo kos aluminija lebdel na vrhu živega peska, dokler gibanje ne povzroči utekočinjenja peska.
Nadaljnje ali panično gibanje pa lahko povzroči, da se oseba še bolj pogrezne v živem pesku. Ker to vedno bolj ovira gibanje, lahko privede do situacije, ko lahko drugi dejavniki, kot so izpostavljenost vremenskim vplivom (tj. sončni udar), izsušitev, podhladitev, utopitev v naraščajoči plimi ali plenilske živali, poškodujejo ujeto osebo.
Živemu pesku se lahko izognemo s počasnim gibanjem nog, da povečamo viskoznost tekočine in rotacijo telesa, tako da lebdi v ležečem položaju (leži vodoravno z obrazom in trupom obrnjenim navzgor).

## Primeri
Zaplate živega peska, najdene na obali Maine, so znane kot honeypots.

## V popularni kulturi
Živi pesek je vrsta pustolovske fikcije, zlasti v filmu, kjer je tipično in nerealno prikazan s sesalnim učinkom, zaradi katerega se ljudje ali živali, ki stopijo vanj, potopijo, dokler niso popolnoma potopljeni in tvegajo utopitev. To je privedlo do splošnega napačnega prepričanja, da se lahko ljudje popolnoma potopimo in utopimo v živem pesku; vendar je to fizično nemogoče. Glede na članek v Slate iz leta 2010 je ta trik doživel svoj razcvet v 1960-ih, ko je skoraj 3 % vseh filmov prikazovalo like, ki tonejo v glino, blato ali pesek.